# Nagyacsád
Nagyacsád es un pueblo ubicado en el distrito de Pápa, en el condado de Veszprém, Hungría.

## Superficie
Posee una superficie de 13,96 kilómetros cuadrados.

## Demografía
Hasta 2019 la población era de 622 habitantes, con una densidad de población de 44,56 habitantes por kilómetro cuadrado.